# 艾瑞克·博林
艾瑞克·博林（英語：Erich Boleyn），是一名美国程序员，引导程序GRUB的最初开发者。GRUB最初由博林开发，作为启动操作系统GNU/Hurd的一部分，1999年，Gordon Matzigkeit和Yoshinori K. Okuji将GRUB作为GNU项目的官方软件包，向公众开放了开发过程。